# Jan Leendert Plesman
Jan Leendert Plesman (Gouda, 18 december 1919 - Sint-Omaars, 1 september 1944) was piloot en Engelandvaarder.
Jan Plesman was de tweede van vier kinderen van Albert Plesman en Susanna van Eijk. Al voor de Tweede Wereldoorlog was hij officier van de Nederlandse Luchtmacht. Hij werd wel de De Vliegende Hollander genoemd. Plesman studeerde van 1937-1940 aan de Technische Hoogeschool van Delft. Daarna volgde hij een vliegopleiding op vliegbasis De Vlijt op Texel.

## Naar Engeland
Op 30 september 1940 vertrok Plesman met zijn vriend, tweede luitenant bij de LuVA Geert Overgaauw, per fiets naar Frankrijk met de bedoeling via Spanje naar Engeland te gaan. In Parijs werden zij geholpen door een vertegenwoordiger van de KLM in Parijs. In april 1941 bereikten ze met behulp van een Pyrenese gids Spanje. Drie maanden later bereikten ze ook Portugal. Van Portugal werden zij met een Douglas DC-3 vervoerd naar Bristol, waar zij bij de RAF gingen.

## In Engeland
Op 21 augustus 1941 kwam Plesman bij RAF Ternhill aan. Hij leerde vliegen in een Miles Master, in een Hurricane en ten slotte in een Spitfire. Op 23 december 1941 maakte hij als jachtvlieger zijn eerste solovlucht. In zijn dagboek beschreef hij hoe ze op de luchtbasis in lekkende tenten woonden.
In juni 1943 werd het 322 Dutch Squadron RAF opgericht en werd Plesman daarbij ingedeeld. Hij maakte meer dan honderd vluchten boven Het Kanaal en het Europese continent, in totaal ruim vijfhonderd vlieguren. Samen met de andere piloot zorgde hij ervoor dat 23 V1's verloren gingen.
Op vrijdag 1 september 1944 werd de staart van Jans Spitfire bij de beschieting van Sint-Omaars door de Luftwaffe eraf geschoten, waarschijnlijk ten noordoosten van Sint-Omaars. Het vliegtuig is nooit teruggevonden. Plesman wordt herdacht bij het Air Forces Memorial in Runnymede en in de kapel van Ereveld Loenen.

## Onderzoek
Nieuwe informatie doet vermoeden dat het echter niet ten noordoosten, maar zuidwesten van Sint-Omaars was. Rudi van Daalen Wetters verklaarde dat de laatste vlucht een beschieting van een trein betrof. Hij zou destijds deelgenomen hebben aan deze vlucht. Maar officiële bewijzen dat hij daadwerkelijk aan de vlucht deelnam, zijn tot op heden niet gevonden. Desalniettemin heeft zijn weduwe dit verhaal wel bevestigd. Gezien de omgeving en de situatie van die tijd, is dit te plaatsen. Brussel was op 3 september bevrijd, wat inhoudt dat er in die omgeving op 1 september een stormloop van Duitse en geallieerde troepen plaatsvond. Indirect is dit te bewijzen door de verplaatsing van geschutstreinen, die later bij Sluiskil zijn achtergelaten. Gezien de bombardementen op het spooremplacement bij Hazebroek in augustus 1944 is het toch aan te nemen dat er een spoor naar het noorden vanuit het zuiden te bereiken was.
De zoektocht naar Jan Plesman wordt voortgezet door twee partijen: het 322 Squadron blijft voortdurend onderzoek doen en een Britse groep onder leiding van historicus Andrew Saunders. Resultaten zijn door beide partijen nog niet vrijgegeven. Saunders is in Engeland een autoriteit op het gebied van de RAF Fighter Command 1939/1945 en heeft vele bergingen op zijn naam staan.
Inmiddels heeft 322 Squadron op vliegbasis Leeuwarden een nieuw squadrongebouw vernoemd naar Jan Leendert Plesman.

## Onderscheidingen
- Vliegerkruis, 6 januari 1944[4]
- Croix de Guerre, 23 december 1950 (postuum door de Franse ambassadeur overhandigd aan zijn vader)[5]

Zijn broer Albert schreef een boek: Jan Plesman, a Flying Dutchman, Upfront: Leicester, 2002 (vertaling: Jan Plesman, een vliegende Hollander, Aspekt: Soesterberg, 2007).